# Synagoga w Miechowie
Synagoga w Miechowie – synagoga znajdująca się w Miechowie, przy ulicy Adama Mickiewicza 10.
12 października 1897 synagoga w Miechowie spłonęła podczas nabożeństwa. Wszyscy obecni zmogli opuścić synagogę.
Synagoga została zbudowana na początku XX wieku. Podczas II wojny światowej, hitlerowcy zdewastowali synagogę. Po zakończeniu wojny budynek przeszedł na własność miasta, które przekazało go Gminnej Spółdzielni „Samopomoc Chłopska”. Obecnie w całkowicie przebudowanym budynku synagogi mieści się kawiarnia.